# Агаларов Гамід Русланович
Гамід Агаларов (рос. Гамид Агаларов; 16 липня 2000, Махачкала) — російський футболіст, нападник клубу «Динамо» (Махачкала).
Виступав, зокрема, за клуб «Анжі», а також молодіжну збірну Росії.

## Клубна кар'єра
Народився 16 липня 2000 року в місті Махачкала. Вихованець футбольної школи клубу «Анжі». Дорослу футбольну кар'єру розпочав 2018 року в основній команді того ж клубу, в якій провів два сезони, взявши участь у 23 матчах чемпіонату. 
24 січня 2020 року підписав контракт з клубом «Уфа». 22 січня 2021 року на правах оренди перейшов до астраханського «Волгаря». Повернувшись у сезоні 2021–22 Гамід став найкращим бомбардиром ліги. Також за підсумками сезону визнаний найкращим молодим гравцем до 21 року за версією ліги.
15 липня 2022 року підписав трирічний контракт з клубом «Ахмат». Відіграв за грозненську команду 44 матчі в національному чемпіонаті.
21 серпня 2024 року перейшов до клубу «Динамо» (Махачкала).

## Виступи за збірні
2018 року дебютував у складі юнацької збірної Росії (U-18), загалом на юнацькому рівні взяв участь у 20 іграх, відзначившись 9 забитими голами.
Протягом 2021 року залучався до складу молодіжної збірної Росії. На молодіжному рівні зіграв у 4 офіційних матчах, забив 4 голи.
У жовтні 2021 року Агаларова викликали на збори до національної збірної Росії на відбіркові матчі проти збірних команд Словаччини та Словенії.

## Досягнення

### Особисті
- Найкращий бомбардир чемпіонату Росії (1):

2021—2022 (19 голів)